# Ignazio Gardella
Ignazio Gardella (Milà, 30 de març de 1905 - Oleggio, 15 de març de 1999) fou un arquitecte, enginyer i dissenyador italià.

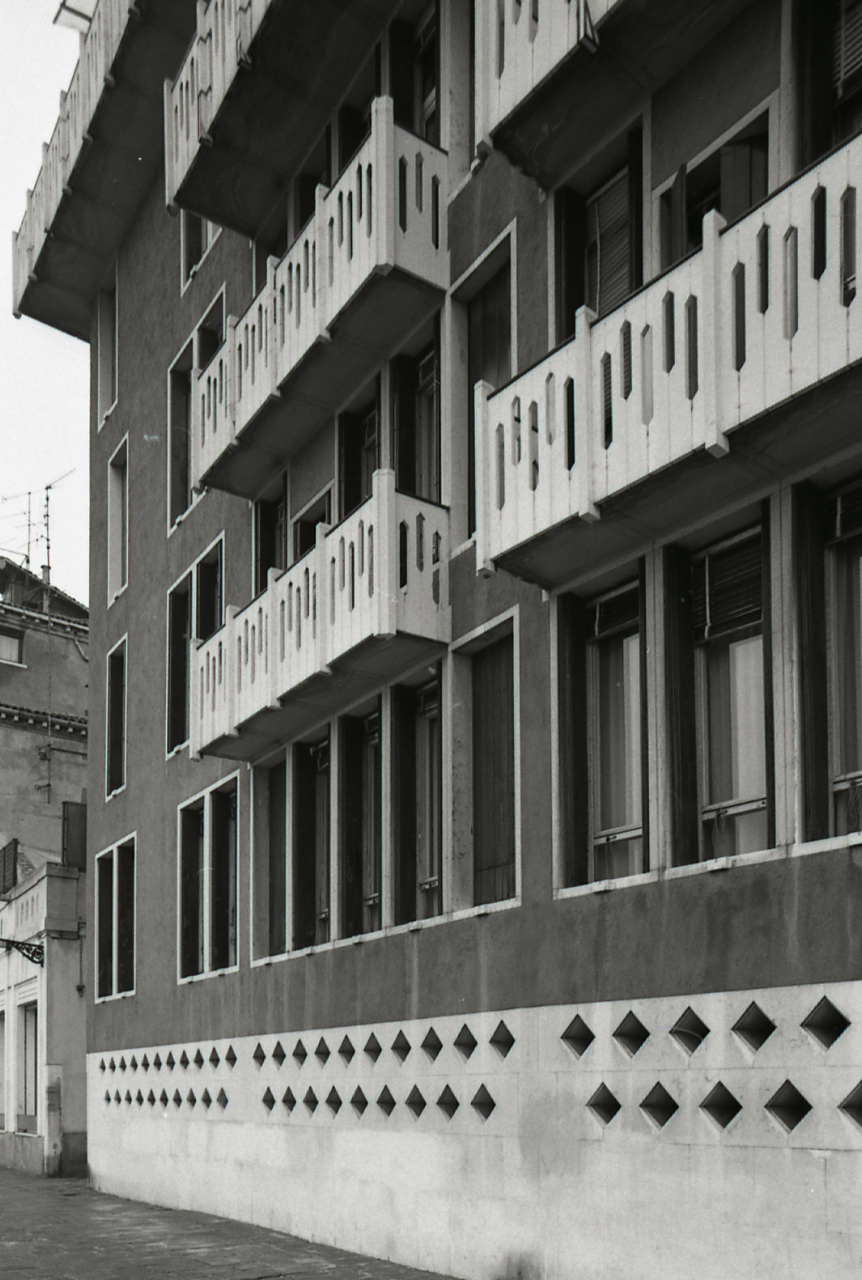
Casa Cicogna alle Zattere, Venècia. Fotos de Paolo Monti, 1982

Gardella és una de les figures més importants de l'arquitectura italiana del segle xx. Fill de l'arquitecte homònim, es va graduar en enginyeria a la Politècnica de Milà el 1928 i en arquitectura el 1949 a la IUAV. Va col·laborar de forma activa a la creació del Moviment Modern italià ja a la seva etapa universitària.
La seva obra és força extensa; es pot destacar el Dispensari Antituberculós d'Alessandria (1934-38), la casa Borsalino (també a Alessandria, del 1952), o el nou Palau de Justícia de la Spezia. Va prendre part en diversos CIAM (com el de 1952 i el de 1959).